# 320 a.C.

## Eventos
- 115a olimpíada: Damásias de Anfípolis, vencedor do estádio.[1][2]
- Necmo, arconte de Atenas.[2]
- Guerra Lamiaca: Antípatro, que havia assumido o título de rei da Macedônia, derrota os gregos.[2]
- Segunda Guerra Samnita:[carece de fontes?] os romanos são derrotados pelos samnitas.[2]
- Lúcio Papírio Cursor, pela segunda vez, e Quinto Publílio Filão, pela terceira vez, cônsules romanos.
- Lúcio Cornélio Lêntulo pode ter sido nomeado ditador. Não se sabe o nome de seu mestre da cavalaria.
- Caio Mênio Públio nomeado ditador e escolhe Marco Fólio Flacinador como seu mestre da cavalaria.